# Al-Mahdi Ali Mukhtar
Al-Mahdi Ali Mukhtar (Doha, 2 de marzo de 1992) es un futbolista catarí que juega en la demarcación de defensa para el Al-Arabi SC de la Liga de fútbol de Catar.

## Selección nacional
Hizo su debut con la selección absoluta de Catar el 28 de diciembre de 2012 contra Egipto en un partido amistoso que finalizó con un resultado de 0-2 a favor del combinado egipcio tras los goles de Mohamed Nagy y El Sayed Hamdy.

## Clubes
| Club          | País  | Año       | Partidos | Goles |
| ------------- | ----- | --------- | -------- | ----- |
| Al Sadd SC    | Catar | 2009-2015 | 140      | 24    |
| Al-Gharafa SC | Catar | 2015-2023 | 107      | 5     |
| Al-Wakrah SC  | Catar | 2023-     | 10       | 0     |